# Tokugawa Tadanaga

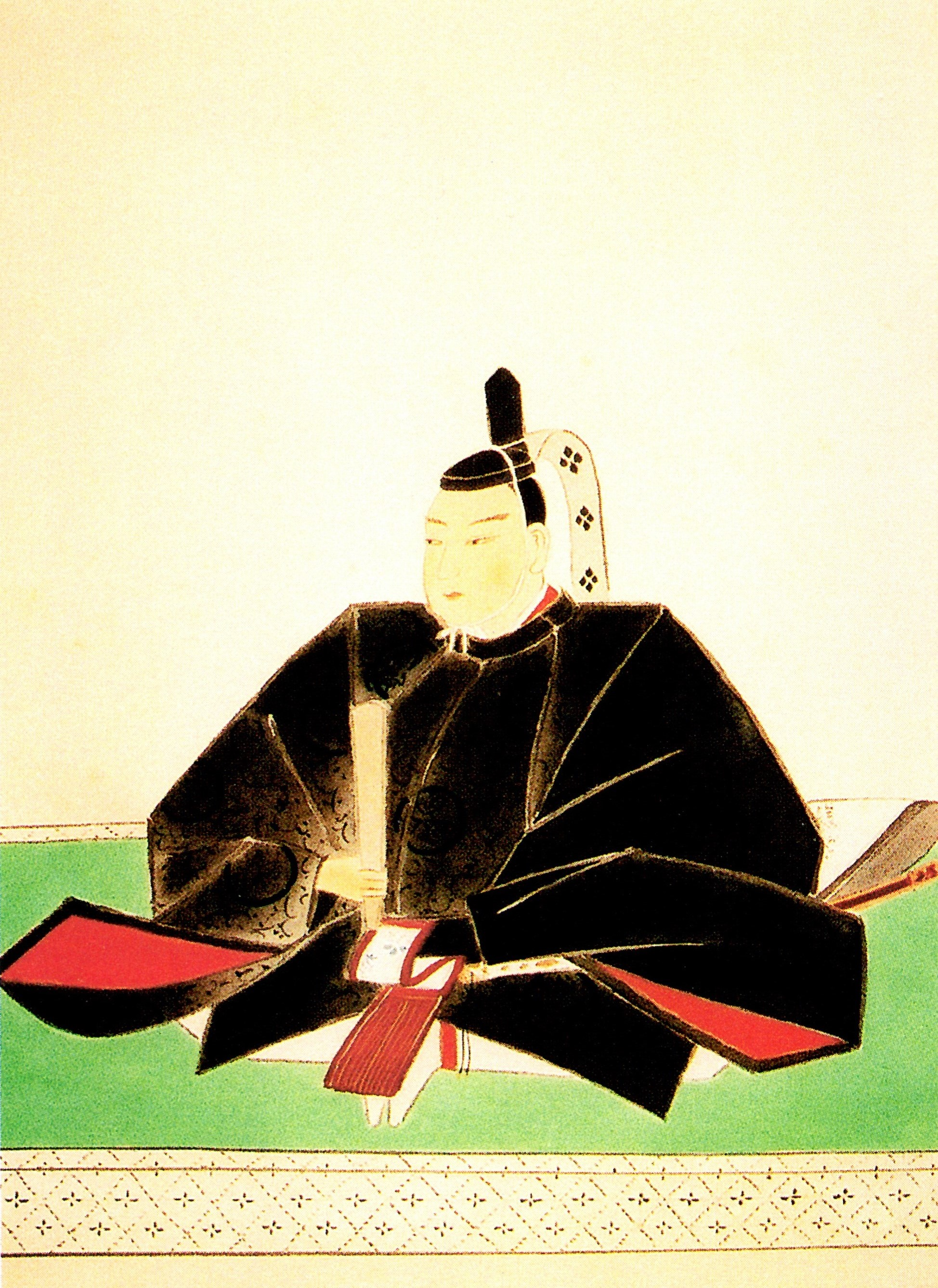

Tokugawa Tadanaga (徳川忠長 1606–1633) foi um daimyo Japonês do período Edo. O segundo filho do shogun Tokugawa Hidetada, seu irmão mais velho foi o terceiro shogun Tokugawa Iemitsu.

## Vida
Muitas vezes chamado Suruga Dainagon (o principal conselheiro de Suruga), Tadanaga nasceu em 1606. A data de seu nascimento é incerta, existindo referencias diversas para 7 de maio, 1 de junho e 3 de dezembro. Na juventude, recebeu apoio de sua mãe, Oeyo (ou Sūgen'in), que favoreceu ele sobre seu outro filho Iemitsu para se tornar o terceiro shogun. Mais tarde, seu mal comportamento resultou em sua saída de seu posto, e ele cometeu seppuku.

## Eventos
• 1626: Matou um político e comete outros atos de violência

• 1631: colocado sob prisão domiciliar em Kofu

• 1632: Saiu de seu posto

• 1633/1634: Comete seppuku preso em Takasaki

| Precedido por Tokugawa Yoshinao | Daimyō de Kofu 1618-1624     | Sucedido por Tokugawa Tsunashige |
| Precedido por Tokugawa Yorinobu | Daimyō de Shizuoka 1624-1632 | Sucedido por Tokugawa Iesato     |